# Grondona
Grondona – miejscowość i gmina we Włoszech, w regionie Piemont, w prowincji Alessandria.
Według danych na styczeń 2010 gminę zamieszkiwały 554 osoby przy gęstości zaludnienia 21,5 os./1 km².